# Marcos Martinez Ucha
Marcos Martinez Ucha (Madrid, 15 de Outubro de 1985) é um automobilista espanhol.